# セレブの種
『セレブの種』（原題: She Hate Me）は、2004年制作のアメリカ合衆国の映画。R-18指定。

## ストーリー
ハーヴァード大学を卒業し、バイオテクノロジー企業で働くジャックは、企業内部の証券詐欺を告発したために解雇され、資産も凍結されてしまう。そんな時、かつてのジャックの恋人で、今はレズビアンのファティマが、パートナーとの間に子供を持ちたい為にジャックに目をつけ、精子を提供すれば大金を支払うと持ちかけた。

## キャスト
- アンソニー・マッキー：ジョン・ヘンリー・アームストロング（ジャック）
- ケリー・ワシントン：ファティマ・グッドリッチ
- エレン・バーキン：マーゴ・チャドウィック
- モニカ・ベルッチ：シモーナ・ボナセラ
- ジム・ブラウン：ジェロニモ・アームストロング
- オジー・デイヴィス：ブキャナン判事
- ジャメル・ドゥブーズ：ドアク
- ブライアン・デネヒー：ビリー・チャーチ
- ウディ・ハレルソン：リーランド・パウエル
- バイ・リン：オニ
- ジョン・タトゥーロ：アンジェロ・ボナセラ
- キウェテル・イジョフォー：フランク・ウィルズ（英語版）

## 評価
レビュー・アグリゲーターのRotten Tomatoesでは103件のレビューで支持率は19%、平均点は4.10/10となった。Metacriticでは37件のレビューを基に加重平均値が30/100となった。